# Gislövs landskommun
Gislövs landskommun var en tidigare kommun i dåvarande Malmöhus län. 

## Administrativ historik
Landskommunen bildades 1862 i Gislövs socken i Skytts härad i Skåne när 1862 års kommunalförordningar började gälla. Genom den reformen inrättades över hela landet cirka 2 400 landskommuner, de flesta bestående av en socken. Därutöver fanns 89 städer och 8 köpingar, som då blev egna kommuner.
Vid kommunreformen 1952 bildade den storkommun genom sammanläggning med de tidigare kommunerna Bösarp, Dalköpinge, Gylle och Kyrkoköpinge. 1955 inkorporerades Simlinge socken och tidigare landskommun från Klagstorps storkommun dit Simlinge förts 1952. Sammanläggningarna inom Trelleborgs kommunblock skedde tidigt i den relativt långdragna process som utgjorde 1971 års kommunreform. 1967 gick området upp i Trelleborgs stad som ombildades 1971 till Trelleborgs kommun.
Kommunkoden 1952-1962 var 1239.

### Kyrklig tillhörighet
I kyrkligt hänseende tillhörde kommunen Gislövs församling. Den 1 januari 1952 tillkom församlingarna Bösarp, Dalköpinge, Gylle och Kyrkoköpinge och den 1 januari 1955 Simlinge församling.

## Geografi
Gislövs landskommun omfattade den 1 januari 1952 en areal av 45,00 km², varav 44,83 km² land.

### Tätorter i kommunen 1960
I Gislövs landskommun fanns tätorten Gislövs läge, som hade 294 invånare den 1 november 1960. Tätortsgraden i kommunen var då 14,3 procent.

## Politik

### Mandatfördelning i valen 1938-1962
| 12 | 6 |

| 17 |

| 11 | 7 |

| 17 |

| 9 | 9 |

| 18 |

| 16 | 9 | 4 | 3 |

| 28 |

| 14 | 8 | 6 | 4 |

| 28 |

| 13 | 9 | 4 | 6 |

| 27 | 5 |

| 15 | 10 | 2 | 5 |

| 26 | 6 |